# Miguel Ángel Asturias
Miguel Ángel Asturias (Gvatemala, 19. listopada 1899. – Madrid, 9. srpnja 1974.), gvatemalski književnik.
- 1967. - Nobelova nagrada za književnost

## Izvod iz bibliografije
- Gospodin predsjednik (El senor presidente) (1946.)
- Zeleni papa (El papa verde) (1954.)